# النعيرية (ريف دمشق)
النعيرية قرية سوريّة تتبع إداريّاً لمحافظة ريف دمشق منطقة دوما ناحية الضمير، بلغ تعداد سكانها 183 نسمة حسب التعداد السكاني لعام 2004.